# Pyramorphix

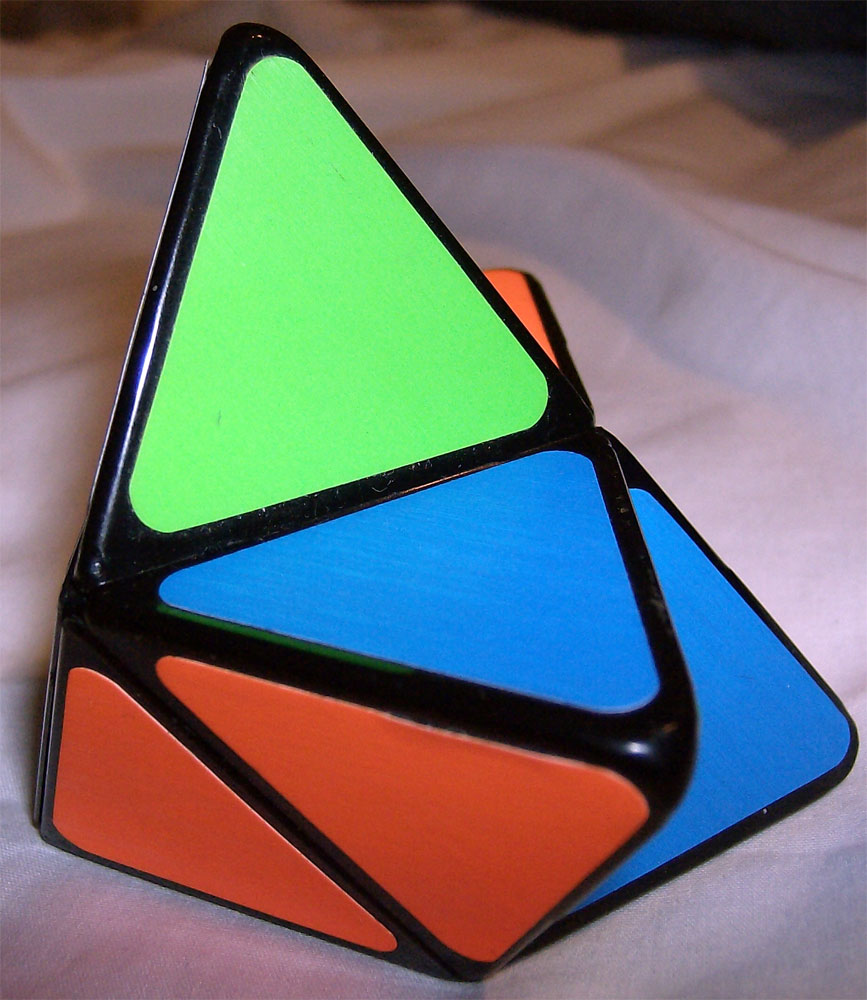
Pyramoprhix non risolta

La Pyramorphix è un twisty puzzle di forma tetraedrica, simile al Pocket Cube, attualmente commercializzata da Meffert's.

## Descrizione
La Pyramorphix potrebbe sembrare a prima vista una versione semplificata della Pyraminx e di facilissima risoluzione poiché possono essere girati solo i 4 angoli. Il meccanismo del puzzle è invece identico a quello del Pocket Cube. Quando la Pyramorphix viene scombinata, cambia di forma. L'obiettivo è infatti riportarla a forma tetraedrica con le facce di un unico colore. La risoluzione della Pyramorphix non rientra nelle competizioni previste dalla World Cube Association.

## Permutazioni
La Pyramorphix può assumere 136 080 diverse posizioni; il numero differisce da quello del Pocket Cube giacché non ha importanza l'orientamento di quei pezzi che sul Pyramorphix sono triangoli monocolore mentre sul Pocket Cube sono vertici tricolori.